# Onosma inexpectatum
Onosma inexpectatum är en strävbladig växtart som beskrevs av Herwig Teppner. Onosma inexpectatum ingår i släktet Onosma och familjen strävbladiga växter. Inga underarter finns listade i Catalogue of Life.